# Великая Мотовиловка
Великая Мотовиловка (укр. Велика Мотовилівка) — село, входит в Фастовский район Киевской области Украины.
Население составляет 1321 человек. Почтовый индекс — 08522. Телефонный код — 4565. Занимает площадь 0,63 км². Код КОАТУУ — 3224987202.

## Местный совет
08522, Киевская обл., Фастовский р-н, с.Великая Мотовиловка, ул. Школьная, 1, тел. 47-3-40  (укр.)9 сентября 1991 года над помещениям сельсовета поднят национальний флаг.

## История

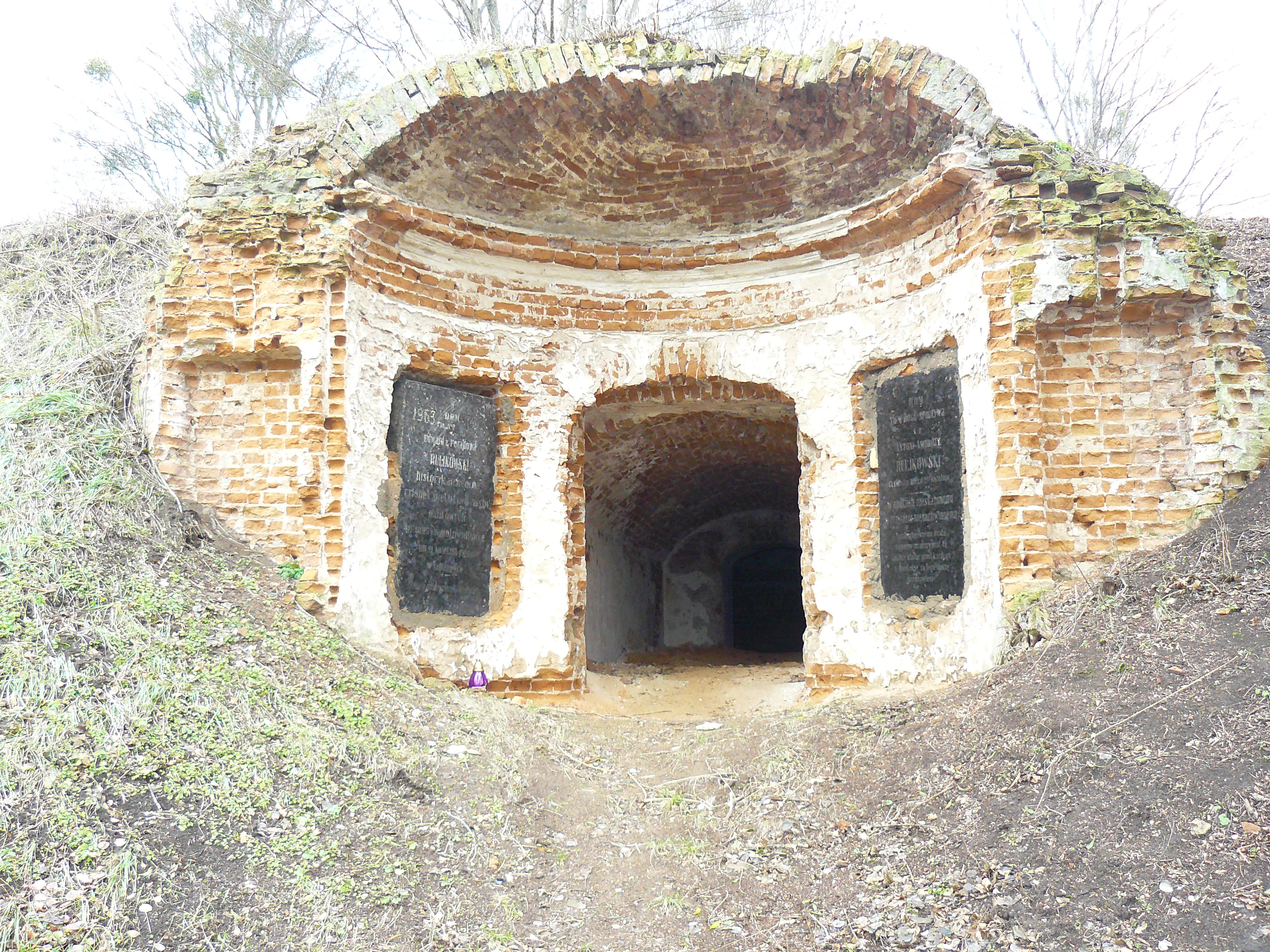
Усыпальница Руликовских в с. Великая Мотовиловка

Мотовиловка — название предшествующего древнего городка Гуляники после перехода его в собственность Ивана Мотовила (Мотовиловца) в XVI веке. Центр этого городка был как раз на холмистой территории современного с. Вел. Мотовиливка. В конце того столетия оно перешло в собственность семьи Аксаков. Во время казацкого восстания С. Палия последние вынуждены были бежать со своих Мотовиловских территорий. После их возвращения в 1711 году на свои владения в результате подписания царским правительством Прутского трактата, казачье население, которое поселилось там раньше, вынуждено было переселяться на государственные (казённые) земли на противоположном берегу реки Стугна, вследствие чего образовалась другая так называемая Казённая (Монашеская) Мотовиловка. Историческая Мотовиловка стала больше называться Панской Мотовиловкой, а в советские времена стала Великой Мотовиловкой. В 1746 году в селе уже существовала местная православная церковь. В 1800 году в селе для местных католиков был построен новый каменный костёл, исторические останки которого сохранились до наших дней. В 1917—1919 годах в селе действовала основанная в собственном доме Евсеем Гончаром "Просвита" имени Б. Гринченка. Евсей Гончар (атаман Бурлака) был уроженцем села и поднял весной 1919 года грандиозное антибольшевистское восстание крестьян Фастовщини, которое удалось подавить только с участием снятых с фронтов частей Красной Армии. Во время войны в 1941—1943 годах в селе действовал центр ОУН. Село было освобождено от немцев 6 ноября 1943.

## Достопримечательности

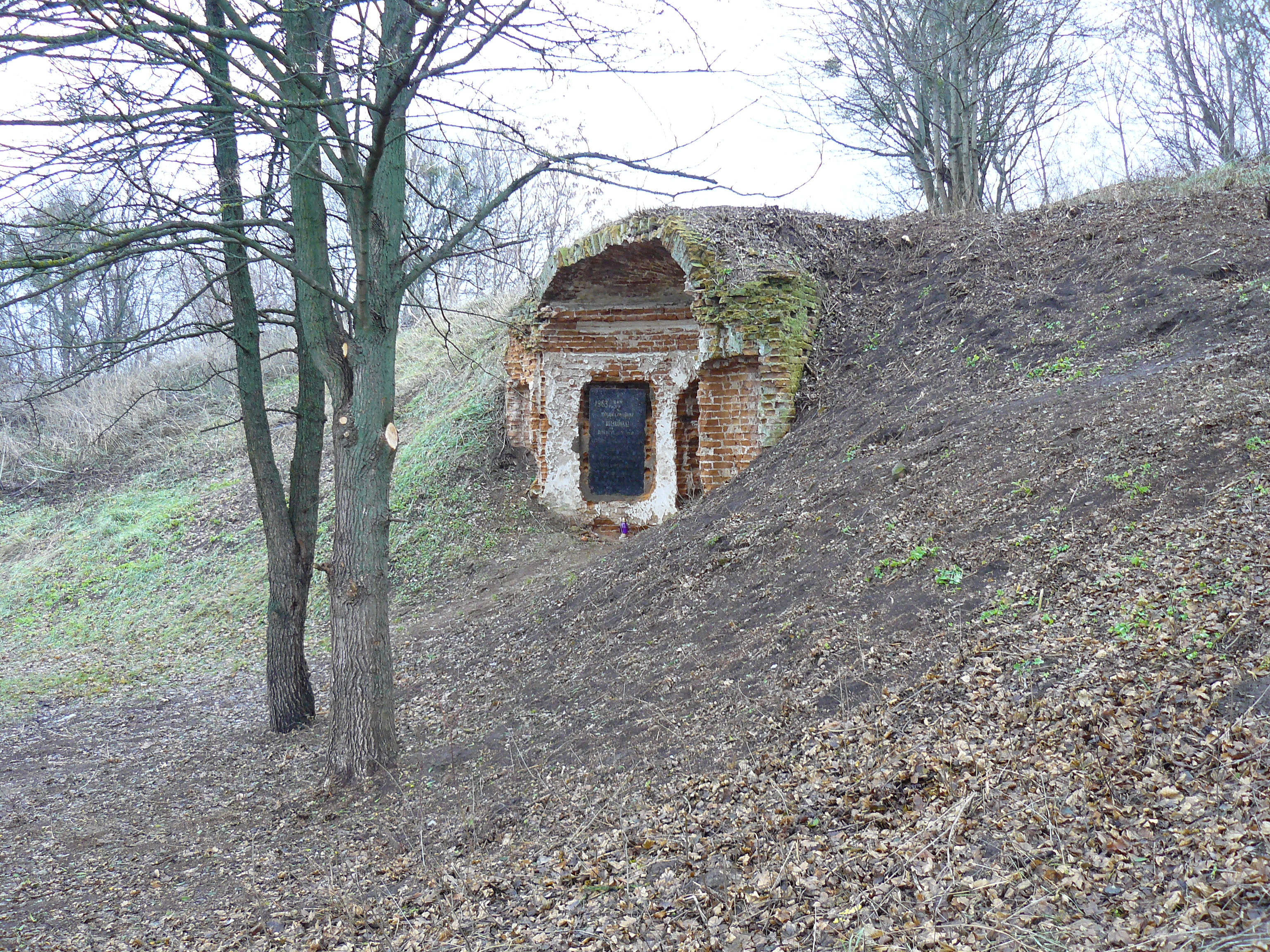
Усыпальница Руликовских в селе

В селе сохранились руины кирпичного панского имения (подвал) и склеп конца 19 в. семьи панов Руликовских с двумя мемориальными досками на польском языке: Эдварду Руликовскому (историк-археолог) и Антону Руликовскому.